# Співаючі піали Тибету

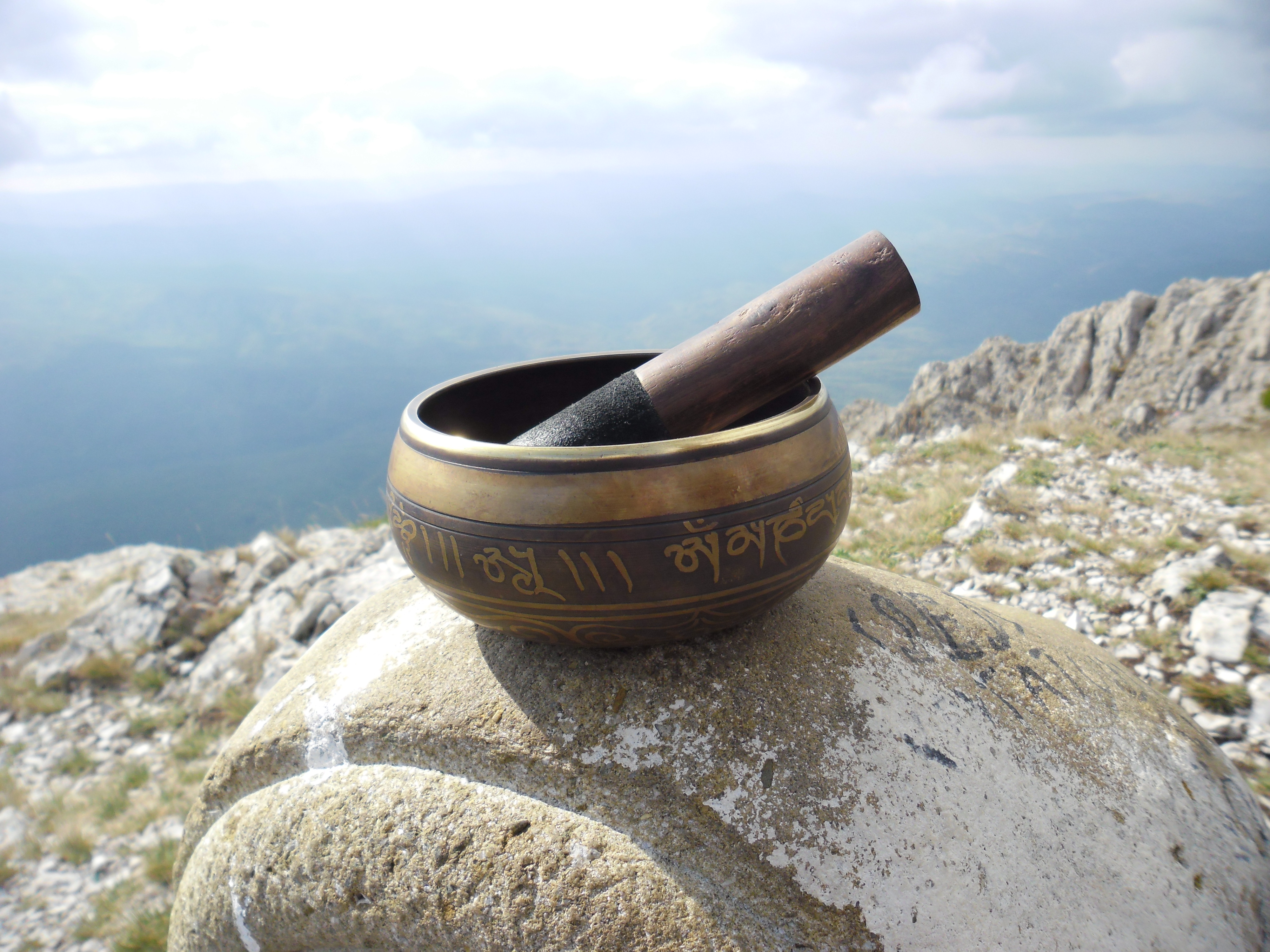
Співаюча піала Тибету

Співа́ючі піа́ли Тибе́ту — екзотичний музичний інструмент з Тибету. Являє собою металеву багатошарову чашу, яка складається, як правило, з восьми металів: міді, олова, свинцю, цинку, заліза, срібла, золота та ртуті. Сім твердих металів символізують сім шарів тонкого, інакше — духовного тіла людини. Золото — це сонце, то є елемент вогню, срібло — місяць, елемент води, і т. д. Сучасні співаючі чаші Тибету виготовляють в основному з литва, куди входять п'ять з перерахованих компонентів (з початкового набору виключають ртуть, срібло і золото)[джерело?]. 
За допомогою співочих чаш звукотерапевти різних країн проводять звукові ванни(сесії зцілення) звуком, в тому числі їх поєднують із іншими інструментами, такими як дзвіночки, музичним інструментом"музика дощу" та пелюстковими барабанами.

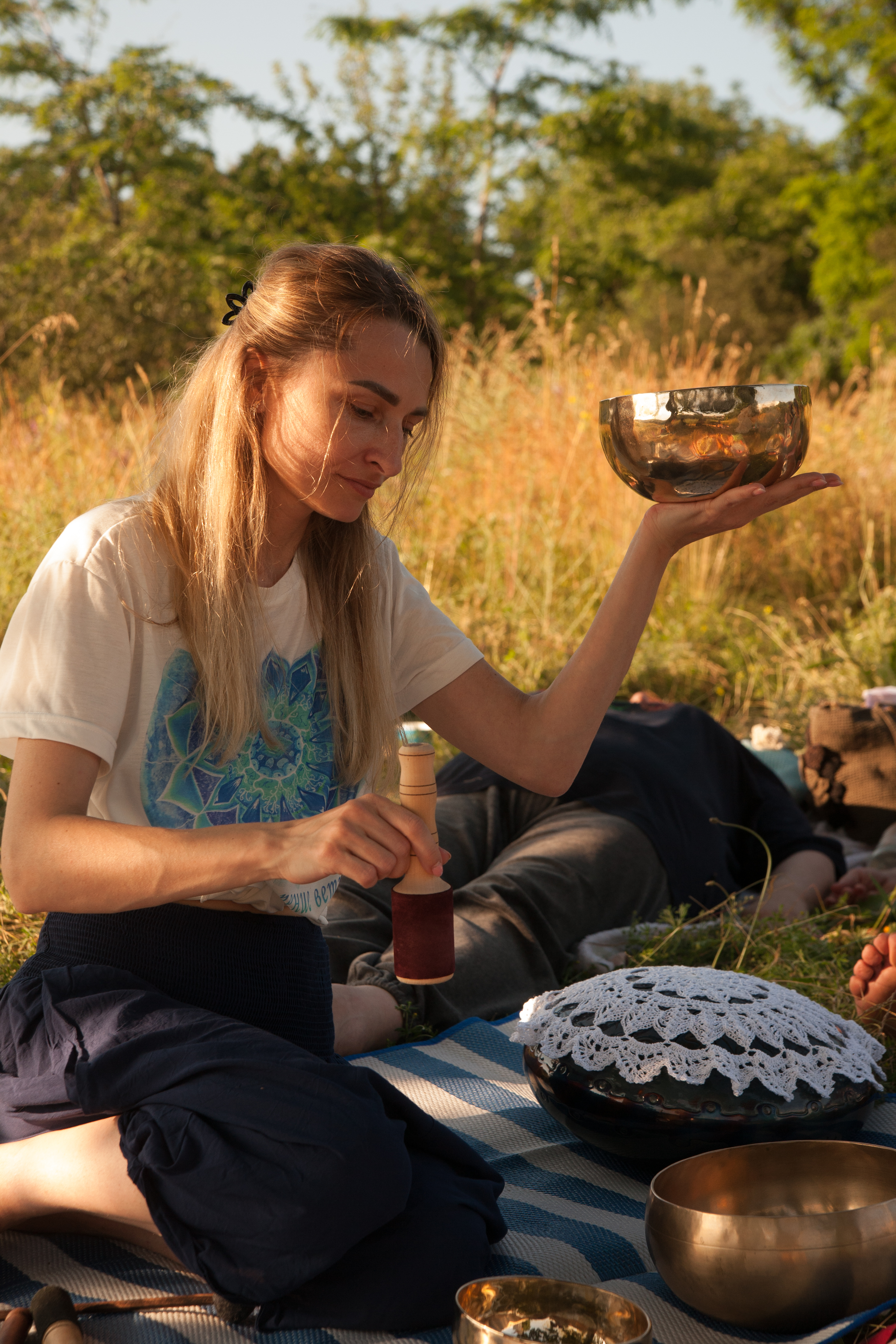
Музична терапія в м.Запоріжжя на березі р.Дніпро

## Історія
Прийнято вважати, що співаючі піали з'явилися в Тибеті, в місці під назвою Хам [джерело?]. Зазвичай їх знаходили в тих країнах, куди мігрували тибетці, а саме в Непалі, Бутані і Північній Індії. Однак співаючими вони стали лише близько 40 років тому. До цього їх називали «дабака», що можна перевести як «посуд для їжі». Дабаку виготовляли виключно з міді, оскільки вважалося, що предмети з цього металу корисні для здоров'я. Проте вже перша співоча піала несла в собі й інший лікувальний компонент — звук. У ті часи у місцевого населення не було лікарів, які вміють знімати, наприклад, біль у спині або грудях. У таких випадках на хворе місце ставили піалу і зцілювали недугу з допомогою вібрацій, створюваних невеликою дерев'яною паличкою, якою водили по краю чаші.
Всі припущення про походження перших співаючих посудин відсилають до ритуалів шаманів, оскільки останні широко використовували терапевтичний ефект звуку в своїх практиках.
За останнє десятиліття «співаючі піали» пройшли величезний шлях з Гімалаїв до Європи і набули великої популярності на Заході. Вони не тільки міцно вкоренилися в ніші екзотичних музичних інструментів, а й знайшли своє місце серед альтернативних методів нетрадиційної східної медицини і медитативних практик.
Перші співаючі піали потрапили до Америки через Європу разом з мандрівниками, які відвідували Азію в пошуках духовного просвітлення. Спочатку інтерес до них, а потім і великий попит викликали лише музичні якості незвичайних чаш. Але по деякім часі позитивні результати терапії, що використовує цей інструмент, затвердили за ним статус ефективного лікувального засобу.